# Herbert G. Mende
Herbert Gerhard Mende (* 3. Januar 1915 in Göttingen; † 1987 in Bielefeld) war ein deutscher Ingenieur und Autor zahlreicher Fachbücher vorwiegend auf dem Gebiet der Rundfunk- und Fernsehtechnik.

## Leben
Herbert Mendes Eltern waren Gertrud Mende, geborene Matusch, und der Oberstleutnant Gerhard Mende. Herbert Mende besuchte ein Gymnasium in Leipzig, wo er auch sein Abitur erhielt. Bereits als Obersekundaner in Leipzig schrieb er seinen ersten Fachaufsatz Radio für alle; über 1200 sollten folgen. Ab 1935 studierte er an der Staatlichen Ingenieurakademie Gauß und am Heinrich-Hertz-Institut der TH Berlin und wurde 1942 Ing. grad.
Danach arbeitete er bis 1945 bei den Firmen Siemens und Telefunken. Er leistete Arbeitsdienst. Während des Zweiten Weltkriegs war er als Angehöriger des Jagdgeschwaders Richthofen an elektronischen Entwicklungen für die Luftwaffe beteiligt.
Im Jahr 1949 erfand er zwei Spezielrechenschieber. 1950 ließ sich Mende als beratender Ingenieur und Vereidigter Sachverständiger für Hochfrequenz-, Fernmelde- und Feinwerktechnik in Brackwede nieder. Bis in die 1970er Jahre verfasste er zahlreiche praxisorientierte Fachbücher vorwiegend auf dem Gebiet der Rundfunk- und Fernsehtechnik.
Mende lebte in Bielefeld und war seit 1939 mit Marga Mende, geborene Keitel, verheiratet. Sein Nachlass befindet sich im Westfälischen Wirtschaftsarchiv.

## Veröffentlichungen (Auswahl)
- Das Radio-Baubuch. Allgemeine Rundfunk-Technik GmbH, Bielefeld 1949.
- UKW-Empfang mit Zusatzgeräten. Franzis-Verlag, München 1950.
- Antennen für Rundfunk- und UKW-Empfang. Franzis Verlag, München 1952. (Digitalisat)
- Elektronik und was dahinter steckt. Franzis Verlag, München 1953.
- Leitfaden der Transistortechnik. Franzis Verlag, München 1959.
- Fernsehantennen-Praxis. Franzis Verlag, München 1963.
- Praktikum der Industrie-Elektronik. Franzis-Verlag, München 1970.